# 殼牌
壳牌（英語：Shell plc），1907年至2022年名为荷兰皇家壳牌（英語：Royal Dutch Shell），是世界第二大石油公司，公司在英國註冊，总部位于荷兰海牙。由荷兰皇家石油与英国的壳牌两家公司合并组成。荷兰皇家石油于1890年创立，并获得荷兰君主特别授权。为了与当时最大的石油公司，美国的标准石油竞争，1907年荷兰皇家石油与英国的壳牌运输贸易有限公司合并成为现今壳牌。2021财富世界500強中該公司排名第19。
壳牌是世界石油巨頭之一，至今依然是石油、能源、化工和太阳能领域的重要竞争者。壳牌拥有五大核心业务，包括勘探和生产、天然气及电力、煤气、化工和可再生能源。壳牌在全球140多个国家和地区拥有分公司或业务。
从1988年到2015年，壳牌占了全球工业温室气体排放量的1.67%。

## 歷史
2013年2月27日，荷蘭皇家殼牌斥資67億美元（包含44億現金與23億的貸款），收購西班牙石油公司雷普索爾 YPF（Repsol）於北美地區以外的液化天然氣業務，拓展南美洲等市場。
2014年6月17日，荷蘭皇家殼牌出售伍德塞德石油約19%股權1.57億股，除稅後作價約50億美元。交易完成後，殼牌仍持有Woodside約4.5%股權。
2015年4月8日，荷兰皇家壳牌與BG集團達成協議，斥資470億英鎊收購BG集團。收購價較BG於4月7日收市市值310億英鎊有逾50%溢價，是業界自1996年以來第四大收購，亦是今年來最大，新公司將會是全球最大液化天然氣生產商。。
2017年3月10日，加拿大自然資源公司斥資54億美元現金，及以接近9,800萬股份，合共85億美元(約111億加元)收購荷兰皇家壳牌旗下加拿大Carmon Creek等油砂項目，及Athabasco油砂項目60％權益；另外，與加拿大自然資源公司組成合資公司，斥資25億美元現金，向馬拉松石油購入其持有Athabasca項目的20％權益；而蜆殼則可藉此保留Athabasca項目的10％權益。
2017年4月5日，英國DCC Energy以1.503億美元（11.93億港元），有條件收購荷蘭皇家蜆殼旗下香港和澳門液化石油氣（LPG）業務，1991至93年，蜆殼位於茶果嶺和鴨脷洲油庫遷往青衣島。
2021年9月21日，《华尔街日报》（WSJ）报道，康菲石油公司 (COP) 计划以 95 亿美元的价格购买壳牌公司 (RDS.A) 二叠纪盆地（Permian Basin）资产。
2022年1月21日，荷兰皇家壳牌正式更名壳牌。

## 產品

### 润滑油技术
壳牌拥有领先的润滑油技术，是最早掌握PAO（聚a-烯烴）潤滑/基礎油制造技术的石油公司之一。随后壳牌于1993年正式大量量产了一种將天然氣以費托合成（Fischer–Tropsch process）製成的氣轉液（Gas to liquids,GTL）基礎油，其性能极为接近PAO但成本低很多，現在被壳牌称为PurePlus或XHVI合成润滑/基礎油（或俗稱GTL），當時壳牌将黏度指數（Viscosity Index）稍低的VHVI基础油卖予另外一个独立机油制造商嘉实多。1998年嘉实多与美孚公司發生何謂"合成"潤滑油的商業論戰，但由於1995年SAE和API都刪除了其文件中關於"合成"潤滑/基礎油的定義，最后1999年3月商業促進局所屬的全國廣告司裁定VHVI產品可以跟PAO產品一样商業宣稱為合成配方，因此被普遍认为壳牌在嘉实多与美孚的争端中获利。目前壳牌已经停产了所有PAO基础油的汽车商用润滑油，其最高等级的Helix Ultra润滑油亦只采用PurePlus基础油配方。
殼牌喜力（Helix）系列汽車機油
分為6種系列，分別為全合成、半合成、礦物油、高里程、柴油及ECT系列，最高等級為Helix Ultra全合成潤滑油，採用殼牌獨家 PurePlus 技術。
殼牌愛德王子（Advance）系列 4T 機車機油
分為4種系列，分別為愛德王子Ultra、愛德王子AX7、愛德王子AX5及愛德王子AX3，最高等級為愛德王子Ultra，全系列4T機車潤滑油均具備 RCE 技術。
壳牌多宝（Turbo）系列涡轮机油
分為3種系列，分别为壳牌重负荷燃气轮机和涡轮机机油系列、带齿轮箱的燃气轮机、蒸汽轮机和重负荷联合循环涡轮机机油系列、工业蒸汽和轻负荷燃气轮机及涡轮机机油系列。适用于从高温燃气轮机系统到联合循环轮机系统的涡轮机。多宝的使用寿命长，空气释放性能及过滤性能优良，能使涡轮机的操作潜能得到充分的发挥。壳牌工业润滑油有多个系列产品，多宝只为其中一个系列。
壳牌大雅纳（Diala）系列电气绝缘油
由2大系列产品组成，分别是标准应用场合系列和特殊应用场合系列。壳牌工业润滑油有多个系列产品，大雅纳只是其中的电气绝缘油系列。大雅纳的倾点可点至-40℃，有低温性能，抗氧化性稳定，特别适用于发电机变压器和超高压直流输电变电站等。而且传热迅速，低粘度油在系统内容易循环，提供有效的冷却性能和热传递性能。在电气绝缘系统中此性能很重要。

## 會員計劃
殼牌於香港及澳門等地設有 Shell GO+ 的會員計劃，車主可以申請加入會員，平日於 Shell 油站入油或消費時可賺取積分或其他獎賞。當中 Shell GO+ 會員積分可以兌換成 Shell 或其他商戶的禮券、禮品。
除了累積 Shell GO+ 會員積分外，會員亦可以選擇將 Shell GO+ 會員賬戶與國泰航空會員賬戶進行綁定，並選擇將入油或消費時賺取的積分兌換為其他會員計劃的積分，例如「亞洲萬里通（Asia Miles）」飛行里數等。

## 批評
2004年1月9日，壳牌公司宣布调低公司已探明的石油和天然气储备，引起震惊。之后公司承认3年来共夸大了48.5亿桶的石油天然气储备，公司的3名高层人员离职。4月，标准普尔将壳牌公司的评级从AAA级调低到AA+，该公司之前拥有标准普尔和穆迪两家国际评级机构AAA的评级，是欧洲两家得到双AAA评级的公司之一。4月28日，美国司法机构和英国当局都开始对事件展开调查。

### 环保及人權争议
许多环境保护和人权团体多次指责壳牌的一些行为。壳牌曾与尼日利亚的军政府进行过石油开采合作，并导致8名异议分子于1995年被殼牌與當地軍政府合作处决，包括卡山偉華；壳牌还曾经试图将旧的石油开采设备遗弃在英国北海，但在遭到环境保护主义者抗议后才願意将其拖上岸销毁。
2006年2月24日，尼日利亚南部哈科特港的一家法院判定，壳牌石油公司須賠償該國南部伊角族居民15亿美元，以补偿石油开采活动对当地环境造成的破坏。
尼日利亚被处决者家属在美国联邦地方法院提起对壳牌的诉讼。2006年，壳牌决定向家属支付1550万美元，了结诉讼案。
2018年，荷蘭殼牌石油公司之子公司（奈及利亞殼牌石油公司）稱：「自同年止，該公司輸油管道洩漏的原油汙染區域，已清理回收達95%以上程度。」。

## 相关图片

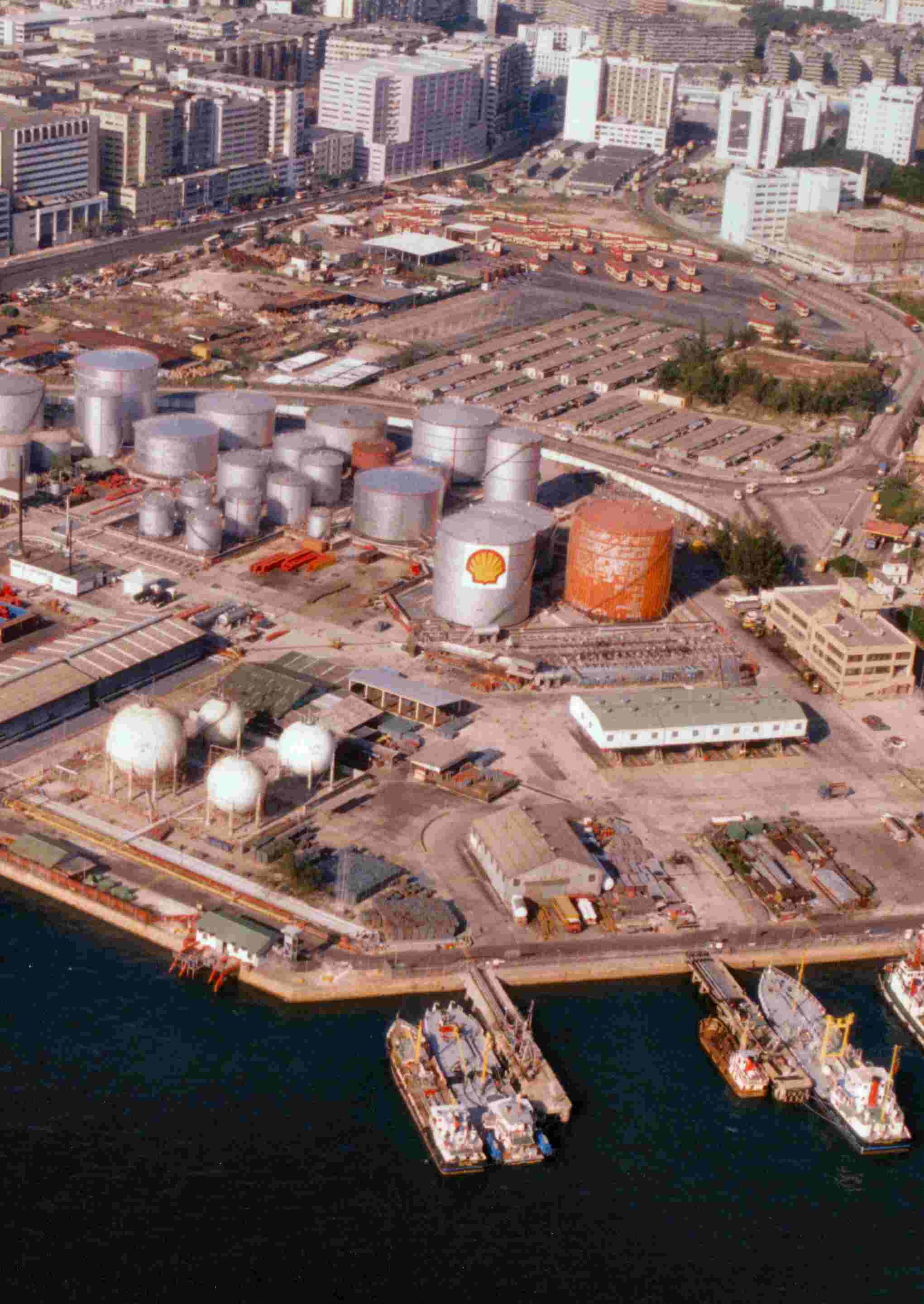
殼牌公司位於香港茶果嶺油庫 （攝於1985年，遺址位於現時麗港城、麗港公園、觀塘繞道的範圍，後面九巴臨時車廠後來被政府收回，並興建成業街休憩花園及翠屏河花園）
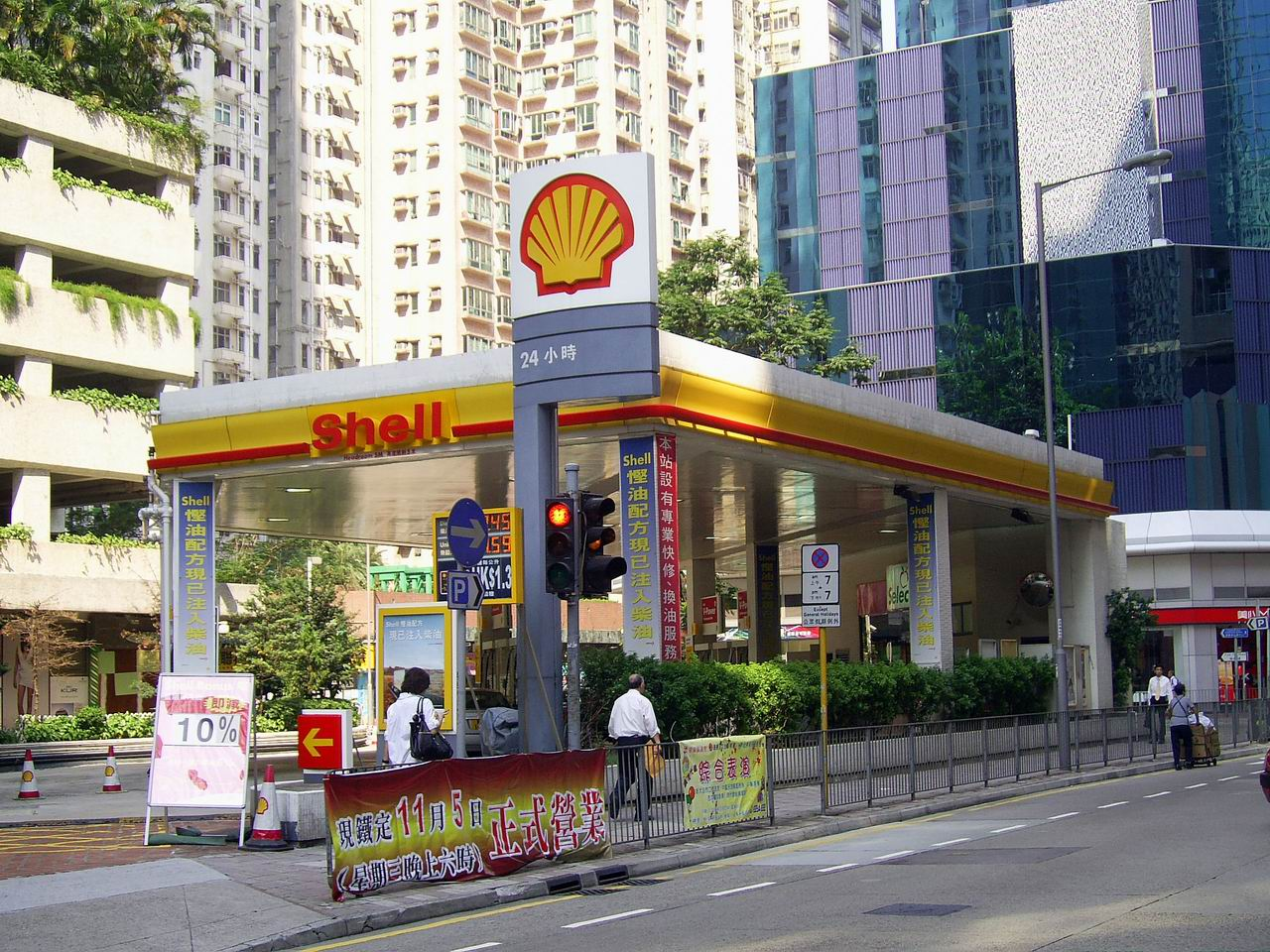
香港炮台山電氣道的壳牌油站
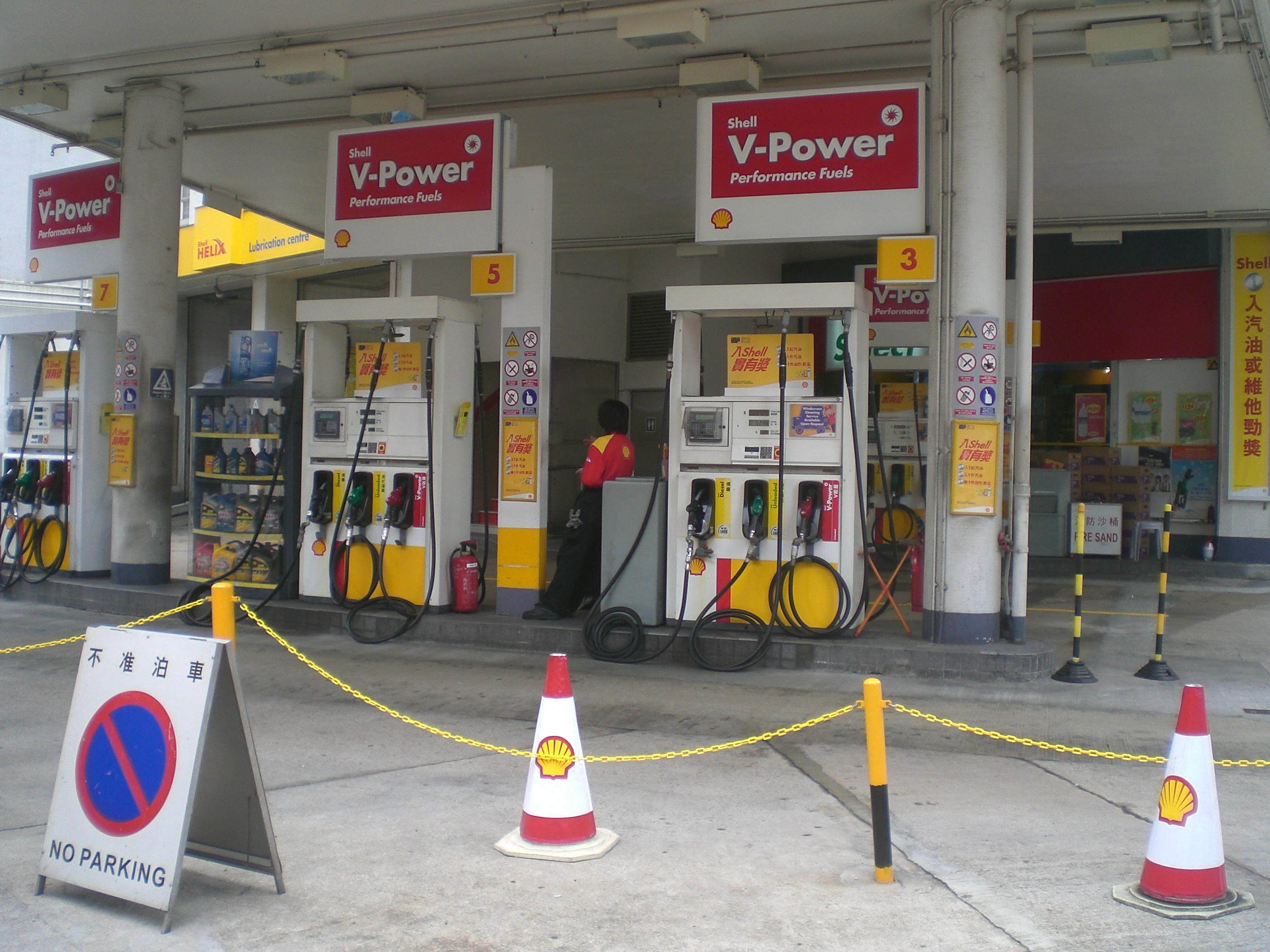
香港旺角道加油站
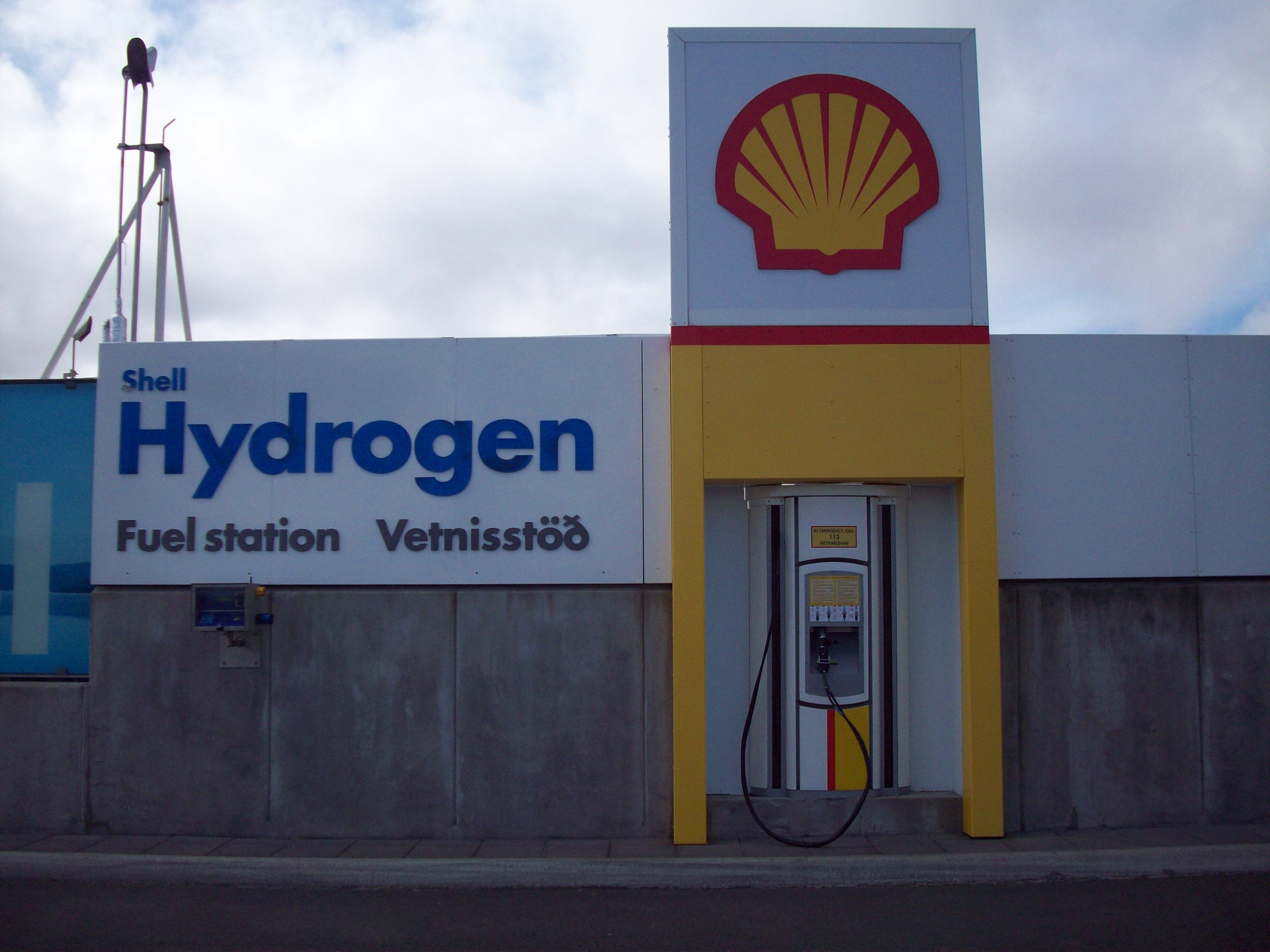
冰島的加氢站，殼牌也逐漸跨足再生能源

## 相關主題
- 淡水英商嘉士洋行倉庫（日治時期為殼牌石油的倉庫）